# It Gets Better (песня)
It Gets Better — песня шведской хаус-супергруппы Swedish House Mafia, выпущенная 15 июля 2021 года на лейблах SSA Recordings и Republic Records. Это первый сингл группы за восемь лет, после перерыва в 2013 году и подписания контракта с Republic Records. Песня предшествует дебютному студийному альбому Swedish House Mafia Paradise Again и была отмечена как более мрачная, чем их предыдущие работы.

## Запись
Ранняя версия «It Gets Better» была представлена во время тура Save the World Reunion Tour в 2019 году. В результате она была включена в список самых ожидаемых хитов 2021 года по версии Dancing Astronaut. Песня была «радикально переработана» группой Swedish House Mafia в начале 2021 года. Учитывая популярность версии 2019 года у фанатов, участник группы Axwell выпустил «Стокгольмскую версию» через Dropbox в ноябре 2021 года.

## Композиция
«It Gets Better» был отмечен как отклонение от предыдущего материала Swedish House Mafia. В статье для обложки Billboard группа обсуждала изменение своего звучания для камбэка, чтобы адаптироваться к новой электронной танцевальной сцене. «Paper» назвала песню «техно-бэнгером с лязгающим дропом и небольшой рок-н-ролльной помпой», а «Billboard» описал её как «изящное, внушительное сочетание энергичных битов, синтезатора и быстрых 180-градусных дропов, состоящих из чего-то, похожего на колокольчик». Звучание трека сравнивали с музыкой The Chemical Brothers, Leftfield и Prodigy. В песне «It Gets Better» используется семпл из песни 1994 года «One More Time» группы Divas of Color. Также в треке использован семпл из песни Нэнси Синатры «Lightning’s Girl»; в результате автором песни был указан Ли Хезлвуд.

## Мнение критиков
| Оценки критиков  | Оценки критиков |
| Источник         | Оценка          |
| ---------------- | --------------- |
| Aftonbladet      | [ 9 ]           |
| Göteborgs-Posten | [ 10 ]          |
| Verdens Gang     | [ 11 ]          |

«It Gets Better» в целом получила положительные отзывы критиков. Издание Göteborgs-Posten приветствовало идею песни в свете пандемии COVID-19. Песня также получила положительные отзывы от New York Times и Billboard

## Промокомпания
Режиссёром музыкального клипа на песню «It Gets Better» был Александр Вессели. В нём группа персонажей, похожих на зомби, танцует под трек, в то время как три участника группы подвешены над ними. Swedish House Mafia исполнила песню на Ночном шоу с Джимми Фэллоном 19 июля 2021 года, а также на предварительном показе церемонии вручения наград MTV Video Music Awards 2021 12 сентября; на обоих выступлениях песня звучала в попурри с «Lifetime».

## Чарты
| Чарт (2021)                                   | Высшая позиция |
| --------------------------------------------- | -------------- |
| Новая Зеландия New Zealand Hot Singles (RMNZ) | 35             |
| Швеция (Sverigetopplistan)                    | 35             |
| США (Billboard Hot Dance/Electronic Songs)    | 13             |